# Wohn- und Wirtschaftsgebäude Oberbarkhausener Straße 15

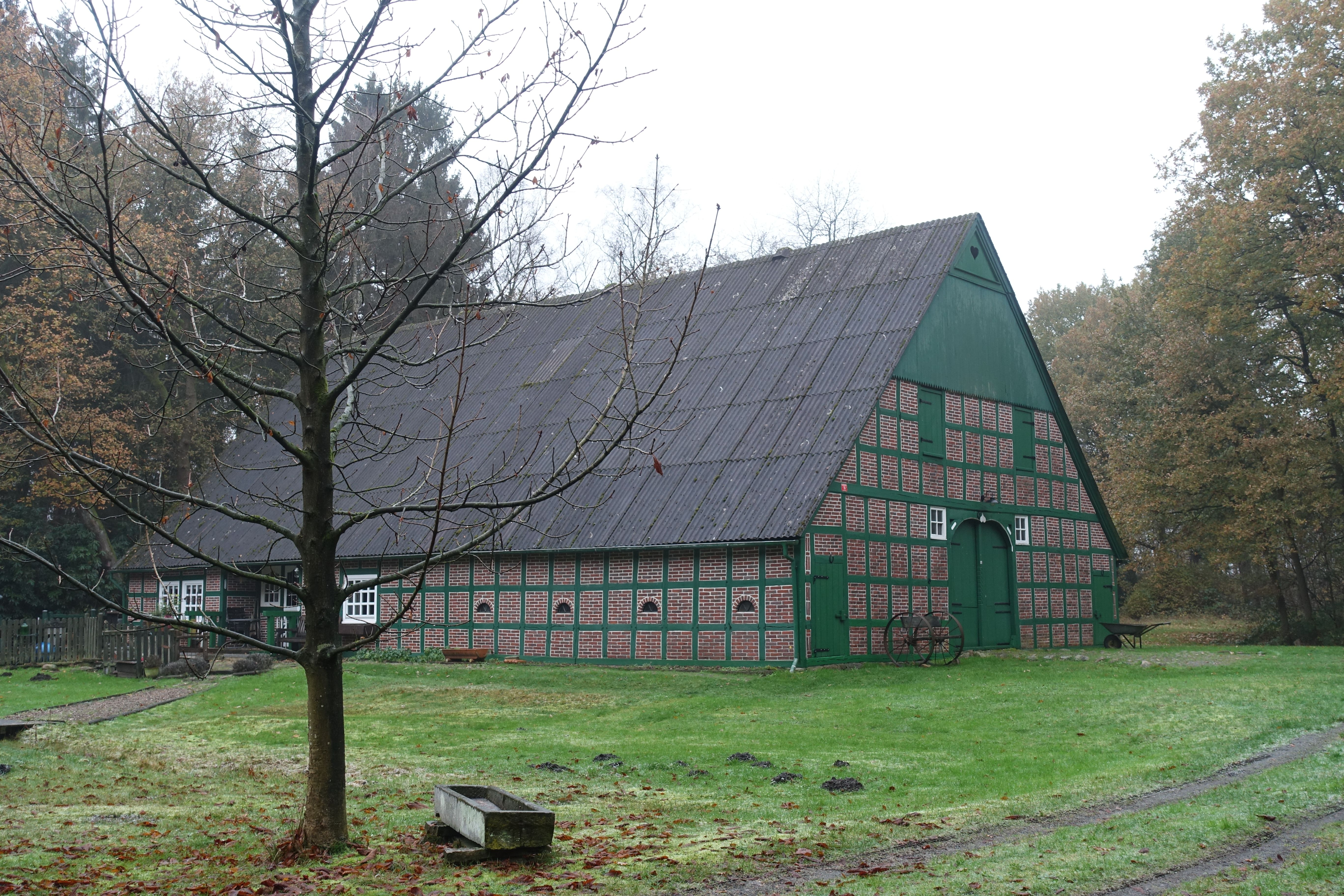
Süd- und Ostfassade (2022)

Das Wohn- und Wirtschaftsgebäude Oberbarkhausener Straße 15 in der niedersächsischen Gemeinde Gnarrenburg, Ortsteil Barkhausen, wurde im 19. Jahrhundert gebaut. Aktuell (2025) wird es zum Wohnen und wohl  landwirtschaftlich genutzt.
Das Gebäude steht unter Denkmalschutz (siehe auch Liste der Baudenkmale in Gnarrenburg).

## Geschichte und Beschreibung
Barkhausen wurde 1784 in der frühen Phase der Moorkolonisation gegründet. Es liegt zwei Kilometer östlich des Kernortes Gnarrenburg und gehört zum Landkreis Rotenburg (Wümme).  Die Besiedelung fand zunächst nur direkt am Oste-Hamme-Kanal statt und erstreckte sich anschließend weiter nördlich und wie bei diesem Hof südöstlich.
Das eingeschossige, traufständige Gebäude als Zweiständer-Hallenhaus in gleichmäßigem Gitter-Fachwerk mit Steinausfachungen, Satteldach, Uhlenloch, senkrechter Verbretterung im oberen Giebeldreieck und Grooter Door mit Korbbogen, wurde in der zweiten Hälfte des 19. Jahrhunderts gebaut.
Das Landesdenkmalamt befand u. a.: „… ein regionstypisches Hallenhaus der zweiten Hälfte des 19. Jahrhunderts in Zweiständerkonstruktion ….“